# Георги Лятев
Георги Лятев е български революционер, деец на Вътрешната македонска революционна организация.

## Биография
Георги Лятев е роден в Боймица, тогава в Османската империя, днес в Гърция. Присъединява се към ВМРО като четник в ениджевардарската чета. След убийството на Александър Протогеров през 1928 година застава на страната на протогеровистите. Задържан е заедно с Христо Рутев за убийството на Пандил Шишков през 1929 година, след което дълго време са тормозени в затвора.
Негов роднина е Иван Лятев (? – 1905), български революционер, деец на ВМОРО, убит през април 1905 година край Кониково